# Bataal Timur
Bataal Timur is een bestuurslaag in het regentschap Sumenep van de provincie Oost-Java, Indonesië. Bataal Timur telt 1182 inwoners (volkstelling 2010).